# Colegio Superior de Señoritas
El Colegio Superior de Señoritas es una institución educativa ubicada en San José, Costa Rica. Fundada en 1888 
Fue la primera institución creada en el país para la educación secundaria exclusiva de jóvenes mujeres costarricenses. Se encuentra ubicado en un edificio de estilo neoclásico, considerado una de las joyas arquitectónicas de la capital costarricense. 
Fue declarado por la Asamblea Legislativa cómo Institución Benemérita de la Cultura Costarricense en 1994.

## Fundación (1888)
El Colegio Superior de Señoritas fue creado el 14 de enero de 1888 mediante el decreto N.º XIX por el Presidente de la República Bernardo Soto y el ministro de Educación Pública Mauro Fernández.

Desde el momento de su creación se constituyó en un pilar fundamental de la educación de las mujeres de Costa Rica. Por sus aulas, en su cuerpo docente y directoras(es) han pasado figuras cimeras de la sociedad costarricense en los ámbitos político, social, cultural y de las artes. Figuras que con su trayectoria vital y profesional han coadyuvado a afianzar las bases de una sociedad democrática, participativa, igualitaria y equitativa.

## Primera Directora
Su primera directora fue Marian Le Capellain, educadora nacida en la isla de Jersey que migró a la ciudad de York, donde terminó sus estudios, trasladándose a Costa Rica en 1872 con su hermana Ada. Fue ella quien proporcionó la organización al Colegio y los primeros planes de enseñanza, divididos en dos secciones: literaria y pedagogía. “En esta última sección las alumnas podían aspirar a los diplomas de maestra de enseñanza primaria o maestra de enseñanza primaria superior”

## Inicios y Primera Bachiller
Inicialmente el Colegio Superior de Señoritas no otorgó el diploma en Humanidades que hoy conocemos con el título de Bachiller, esto condujo a que la primera mujer que se graduó como bachiller, cursara su último año en el Liceo de Costa Rica y, posteriormente se convirtiera en la primera mujer graduada en Derecho en el país, Ángela Acuña Braun.
Esta institución recibió estudiantes de todas las clases sociales pues, desde su primer año de funcionamiento, el Estado otorgó un determinado número de becas distribuidas por provincia, con el propósito de que las egresadas regresaran a servir a sus comunidades. Estas becas no solo incluían exención de matrícula y ayuda en útiles escolares, sino también una pensión para las alumnas provenientes de lugares alejados. 
La intención era que, una vez preparadas, estas mujeres retornaran a sus lugares de origen para servir como maestras en las escuelas públicas.

## Impacto en la Cultura/Política Femenina CostarricensesigloXIX-XX
El origen del feminismo en Costa Rica está íntimamente ligado al Colegio Superior de Señoritas. Durante la última década del siglo XIX y los primeros 50 años del siglo XX las directoras(es), profesoras(es) y estudiantes del Colegio tuvieron gran influencia en formar la cultura femenina de Costa Rica y jugaron un papel central en momentos cruciales de la vida política del país. 
Según afirma la Licda. María Eugenia Dengo Obregón, las alumnas de los primeros años de funcionamiento del Colegio Superior de Señoritas constituyeron el primer contingente de mujeres que se hizo sentir, como generación, en el desenvolvimiento del país.
La mayoría de estudiantes, docentes y directora tomaron parte activa en la lucha contra la dictadura de los hermanos Tinoco, en las jornadas de junio de 1919. Estudiantes y profesoras/es del Colegio Superior de Señoritas marcharon por las calles, se enfrentaron a la policía y a los bomberos durante cuatro días de protestas urbanas. Los acontecimientos se tornaron cada vez más graves, hasta culminar con el incendio del periódico La Información.[cita requerida]
En octubre de 1923, las graduadas, profesoras y la directora del Colegio, participaron en la fundación de la Liga Feminista Costarricense, la primera organización explícitamente feminista del país, para presionar a favor del sufragio femenino. La ceremonia oficial fue en el salón del Colegio Superior de Señoritas y la primera junta directiva estuvo integrada, entre otras, por la propia directora del Colegio Esther de Mezerville, la graduada Ángela Acuña Braun y la profesora de educación física Ana Rosa Chacón González, quien años después sería una de las tres primeras diputadas del país.
Ya en junio de ese año se había celebrado en el Colegio Superior de Señoritas un debate sobre la conveniencia de conceder el voto a la mujer: el primer debate formal en Costa Rica respecto al tema que, además, fue punto de partida para que se presentara al Congreso una petición a favor del voto femenino.
Cuando la sección normal cerró sus puertas en 1923, sus graduadas representaban una gran parte de la fuerza docente de las escuelas primarias del país, así como de las enfermeras, trabajadoras sociales, organizaciones filantrópicas e inspecciones de escuelas, actividades todas que fueron pioneras en promover ocupaciones y roles públicos para las mujeres. Las organizaciones femeninas costarricenses nunca habían sido tan coherentes política y profesionalmente, ni tan contundentemente demandantes como lo fueron bajo el liderazgo del personal y el alumnado del Colegio Superior de Señoritas durante las primeras tres décadas del siglo XX. La creación de un cuerpo de maestras especializadas en esa institución fue uno de los factores que fortaleció un eje de creciente coherencia y militancia pública. Una compleja composición social y un medio intelectual progresista promovieron un espíritu igualitario y feminista entre las graduadas, el cual no vacilaron en desplegar por las calles de San José.

## Declaración de Institución Benemérita de la Patria (1994)
El papel que ha desempeñado el Colegio Superior de Señoritas en el desarrollo de la ciudadanía de las mujeres y del país, fue reconocido por la Asamblea Legislativa al otorgarle el título de Institución Benemérita de la Cultura, mediante Acuerdo Legislativo N.º 2886 del 26 de abril de 1994 y publicado en el Diario Oficial La Gaceta, N.º 86 del 5 de mayo de 1994.

## Museo del Colegio Superior de Señoritas.
Fue inaugurado el 10 de octubre de 1988, por Victoria Garrón de Doryan, Vicepresidenta en ejercicio de la Presidencia. María Enriqueta Castro Castro, fue gestora y defensora del recinto, donde perdura la memoria de esta Institución Centenaria y Benemérita, ícono de la educación de la mujer costarricense.

## Homenajes
A partir de año 2011, el Colegio Superior de Señoritas aparece retratado en los billetes de ₡2000.

## Himno Oficial del Colegio
"Venid, compañeras, venid celebremos
Del noble colegio la augusta misión;
con fe y entusiasmo un himno elevemos
y vibre en los labios la hermosa canción"
"Cantemos los triunfos del Arte y la Ciencia
que dignificaron a la noble mujer;
pues ya ha convertido la humana conciencia
en reina del mundo la esclava de ayer"
"Estallan las flores en plácida calma
y el prado perfuman y adornan también;
así las virtudes, las flores del alma,
perfuman y adornan la senda del bien"

## Actividades Estudiantiles
La banda de persecución
Brigada de Emergencia
Bandera Azul
Escolta
Edecanas
Reciclaje